# Když je v Praze abnormální hic
Když je v Praze abnormální hic (Kadar je v Pragi neobičajno vroče) je kratki televizijski glasbeni film češke glasbene skupine Banjo band iz leta 1976. Režiral ga je Miroslav Sobota.
Film je bil posnet kot del poletnega televizijskega programa. Sestavlja ga več glasbenih točk, skečev, intervjujev in zgodb.

## Uradni opis
Ivan Mládek in njegovi prijatelji so se v poletni vročini zbrali na kopališču, da bi prepevali svoje najljubše pesmi in zabavali vse prisotne. Slišali boste številne zdaj že legendarne in popularne pesmi Ivana Mládka, ki jih bodo prepletale šaljive pripovedi in tudi nekaj osvežilnih skečev. In zato se boste pred svojimi ekrani zagotovo zabavali, tudi če bo v Pragi neobičajno vroče.— Češka televizija

## Pesmi v filmu
- Když je v Praze hic
- Dívka s modrou matrací
- Jez
- Medvědi nevědi
- Praha-Prčice
- Dáša Nováková
- Linda
- Restaurace U přívozu

## Igralska zasedba
- Ivan Mládek
- Ivo Pešák
- Jan Bošina
- Ladislav Gerendáš
- Petr Fleischer
- Petr Kaňkovský
- Tomáš Procházka